# 珍溪镇
珍溪镇，是中华人民共和国重庆市涪陵区下辖的一个乡镇级行政单位。

## 行政区划
珍溪镇下辖以下地区：
兴盛社区、东桥村、西桥村、石牛村、卷洞村、三角村、斗力村、永义村、中乐村、大兴村、梨坪村、杉树湾村、中峰村、洪湖村、河口村、滴水村、新湾村、渠溪村、水口村、坪水村、刘家村、学堂村、观将村、班竹村、万灵村、百汇村、莲花村和大林村。

## 遗址
珍溪遗址群位于珍溪镇下游长江北岸台地上，属三峡库区消落带。遗址群包括渠溪口遗址、黄荆背遗址、转转堡墓群、团坝墓群、下湾墓群及盐旱溪墓群6处重要文物点，时代跨度从4000年的新石器时代末期直至明清时期。
遗址群是近年来后续三峡消落区文物保护的代表性成果，是重庆地区史前人类活动的重要实物载体。